# Ренкорет, Давид
Давид Венсеслао Орельяна Ренкорет (исп. David Wenceslao Orellana Rencoret; род. 28 сентября 1948, Сантьяго, Чили) — мексиканский актёр театра и кино, режиссёр, писатель и педагог.

## Биография
Родился 28 сентября 1948 года в Сантьяго. Является мексиканским актёром, режиссёром, писателем и педагогом. В России и в мире получил известность после выхода телесериалов  «Дикая Роза», где он сыграл роль Фелипе Арревало и «Моя вторая мама» (1989), где он сыграл роль Мануэля, сына Долорес. Всего принял участие в 25 работах в кино и телесериалах.

## Фильмография

### Телесериалы

#### Свыше двух сезонов
- 2011-н. в. — Как говорится — Арнольдо

#### Televisa
- 1982 —
  - Бьянка Видаль — Месеро
  - Искорка
- 1986-88 — Гора страдания — Фелипе
- 1987-88 — Дикая Роза — Фелипе Арревало
- 1989 — Моя вторая мама — Мануэль
- 1990 — Дни без луны — Родольфо
- 1991 — Пойманная — доктор Ороско
- 1994 — Перекрёстки — Рафаэль
- 1997 —
  - Однажды у нас вырастут крылья — Эрменехильдо Арредон
  - Разлучённые — Роберто
- 1999 — Кандидат — Альваро Канильяс
- 2003 — Под маской мстителя — Франсиско Сантоской
- 2007 — Девочки, как вы — доктор Хакобо
- 2007-08 — Огонь в крови — доктор Гомес
- 2008 — Завтра — это навсегда — комендант Лосойя
- 2009 — Братья-детективы
- 2011 — Не с тобой, не без тебя
- 2011-12 — Два очага — сосед Анхелики
- 2012 — Девушка из поместья Ураган
- 2018 — Дом цветов — адвокат Гаррита

#### Фильмы
- 1976 — Подбородок, подбородок Тепорочо
- 1977 — Злые
- 1986 — Такой золотой Чидо Гуань — Пако Кардона
- 1994 — Так мы и сделали — представитель агентства

## Театральные работы
- 2000 — Заместитель
- 2015 — Пакт о крови

## Литературная деятельность
Написал ряд книг.